# Nslookup
nslookup (da name server lookup, lett. "controllo dei name server") è un programma con interfaccia a riga di comando che consente di effettuare delle query (interrogazioni) ad un server DNS per la risoluzione di indirizzi IP o hostname, per poter ottenere da un dominio il relativo indirizzo IP o nome host e viceversa.
È presente nei sistemi operativi che utilizzano il protocollo TCP/IP (Linux, Unix, MacOS, Windows). Si può utilizzare in due modi: interattivo e non interattivo.

## Modo interattivo
Questo modo permette di effettuare più query e visualizza i singoli risultati. Viene abilitato in modo automatico quando il comando non è seguito da argomenti oppure se il primo argomento è un trattino (-) seguito dal secondo argomento che corrisponde all'host name o all'ip del name server.

Esempio:
```
C:\>nslookup

>www.google.it

Nome:    www.l.google.com
Addresses:  66.249.85.104, 66.249.85.99
Aliases:  www.google.it, www.google.com

```

## Modo non interattivo
Questo modo invece permette di effettuare una sola query e ovviamente visualizza il risultato della singola query. Abilitato ogni qualvolta si specifichi l'host-to-find.
```
C:\>nslookup www.google.com
Server:  localhost
Address:  192.168.0.19

>www.google.it
Risposta da un server non di fiducia:
Nome:    www.l.google.com
Addresses:  66.249.85.104, 66.249.85.99
Aliases:  www.google.it, www.google.com

C:\>nslook
------------
Got answer:
    HEADER:
        opcode = QUERY, id = 1, rcode =
        header flags:  response, auth.
        questions = 1,  answers = 1,  a

    QUESTIONS:
        192.168.0.19.in-addr.arpa, type =
    ANSWERS:
    ->  192.168.0.19.in-addr.arpa
        name = localhost
        ttl = 1200 (20 mins)

------------
Server:  localhost
Address:  192.168.0.19

------------
Got answer:
    HEADER:
        opcode = QUERY, id = 2, rcode =
        header flags:  response, auth.
        questions = 1,  answers = 0,  a

    QUESTIONS:
        www.google.it.Localhost, type
    AUTHORITY RECORDS:
    ->  localhost
        ttl = 3600 (1 hour)
        primary name server = localhost
        responsible mail addr = hostmas
        serial  = 3708
        refresh = 900 (15 mins)
        retry   = 600 (10 mins)
        expire  = 86400 (1 day)
        default TTL = 3600 (1 hour)

------------
------------
Got answer:
    HEADER:
        opcode = QUERY, id = 3, rcode =
        header flags:  response, want r
        questions = 1,  answers = 4,  a

    QUESTIONS:
        www.google.it, type = A, class
    ANSWERS:
    ->  www.google.it
        canonical name = www.google.com
        ttl = 81922 (22 hours 45 mins 2
    ->  www.google.com
        canonical name = www.l.google.c
        ttl = 85769 (23 hours 49 mins 2
    ->  www.l.google.com
        internet address = 66.249.85.99
        ttl = 147 (2 mins 27 secs)
    ->  www.l.google.com
        internet address = 66.249.85.10
        ttl = 147 (2 mins 27 secs)

------------
Risposta da un server non di fiducia:
Nome:    www.l.google.com
Addresses:  66.249.85.99, 66.249.85.104
Aliases:  www.google.it, www.google.com

```